# Gerard VI van Holstein
Gerard VI van Holstein (circa 1367 - 4 augustus 1404) was van 1384 tot 1404 graaf van Holstein-Rendsburg en van 1386 tot 1404 hertog van Sleeswijk. Hij behoorde tot het huis Schaumburg.

## Levensloop
Gerard VI werd geboren als de oudste zoon van graaf Hendrik II van Holstein-Rendsburg en diens echtgenote Ingeborg, dochter van hertog Albrecht II van Mecklenburg-Schwerin.
Na de dood van zijn vader in 1384 erfde Gerard VI samen met zijn jongere broer Albrecht II het graafschap Holstein-Rendsburg. Beide broers regeerden gezamenlijk met hun oom Nicolaas. Nadat die in 1386 was afgetreden als hertog van Sleeswijk, kreeg Gerard VI van koning Olaf III van Denemarken het hertogdom Sleeswijk toegewezen.
In 1390 erfden Gerard VI, Albrecht II en Nicolaas het graafschap Holstein-Kiel nadat deze linie binnen het huis Schaumburg was uitgestorven, inclusief het graafschap Holstein-Plön, waarvan de linie reeds in 1350 was uitgestorven. Nadat hun oom Nicolaas in 1397 was overleden, besloten Gerard VI en Albrecht II om hun gebieden onderling te verdelen. Gerard VI behield Sleeswijk en Holstein-Rendsburg, terwijl Albrecht II Holstein-Segeberg behield.
In 1403 kreeg Gerard VI het graafschap Holstein-Segeberg terug nadat Albrecht II was gesneuveld in de strijd tegen de autonome Boerenrepubliek Dithmarschen. Hierdoor regeerde hij nu bijna volledig over Holstein, op het graafschap Holstein-Pinneberg na. 
Op 4 augustus 1404 sneuvelde Gerard VI in de slag bij de Hamme tijdens een nieuwe poging om Dithmarschen te onderwerpen. Zijn zoon Hendrik IV volgde hem op als hertog van Sleeswijk, terwijl zijn jongste broer Hendrik III hem opvolgde als graaf van Holstein-Rendsburg.

## Huwelijk en nakomelingen
In 1391 huwde Gerard met Catharina Elisabeth (overleden na 1423), dochter van hertog Magnus II van Brunswijk-Lüneburg. Ze kregen vijf kinderen:
- Hendrik III (1397-1427), hertog van Sleeswijk en graaf van Holstein
- Ingeborg (1398-1465)
- Hedwig (1400-1436), huwde in 1423 met graaf Diederik van Oldenburg
- Adolf VIII (1401-1459), hertog van Sleeswijk en graaf van Holstein
- Gerard VII (1404-1433), hertog van Sleeswijk en graaf van Holstein